# Finn'sk fjernsyn
Finn'sk fjernsyn var en comedy tv-serie, der blev sendt i 1999 og igen i 2001. Det blev i alt til 16 episoder, der blev vist på TV 2. Serien var bygget op med at Finn Nørbygaard fortalte komik og så blev der vist små sketchs.

## Medvirkende
- Finn Nørbygaard – vært (1999, 2001)
- Donald Andersen – forskellige roller (1999)
- Morten Eisner – forskellige roller (1999)
- Ann Hjort – forskellige roller (1999)
- Steen Stig Lommer – forskellige roller (1999)
- Morten Nielsen – forskellige roller (1999)
- Anne-Grethe Bjarup Riis – forskellige roller (1999)
- Bolette Schrøder – forskellige roller (1999)
- Stig Hoffmeyer – forskellige roller (1999, 2001)
- Mia Maria Back – forskellige roller (2001)
- Birthe Backhausen – forskellige roller (2001)
- Stine Bjerregaard – forskellige roller (2001)
- Ole Boisen – forskellige roller (2001)
- Søren Byder – forskellige roller (2001)
- Stine Grønborg Jørgensen – forskellige roller (2001)
- Henrik Koefoed – forskellige roller (2001)
- Noah Lynnerup – forskellige roller (2001)
- Thomas Mørk – forskellige roller (2001)
- Anders Nyborg – forskellige roller (2001)
- Birgitte Raaberg – forskellige roller (2001)
- Rikke Weissfeld – forskellige roller (2001)

## DVD-Udgivelser
Finn'sk fjernsyn er både blevet udgivet på videobånd og DVD. Den komplete samling blev udgivet på DVD i efteråret 2011.